# Coppa della CSI
La Coppa della CSI (in russo Кубок Содружества?, Kubok Sodružestva, in lingua inglese: Commonwealth Cup) è stata una competizione calcistica nata dopo la caduta dell'Unione Sovietica.
Dal 1993 al 2011 era nota come Coppa dei Campioni della CSI (in russo Кубок чемпионов Содружества?, Kubok čempionov Sodružestva) e vi partecipavano tutte le squadre vincitrici dei campionati dei paesi appartenenti alla CSI, oltre alle squadre delle Repubbliche baltiche (Estonia, Lettonia e Lituania).
Dal 2012 al 2016, invece, alla competizione prendevano parte le rappresentative giovanili degli stessi paesi (anche se nelle ultime edizioni furono invitate anche formazioni provenienti da paesi non appartenenti al CSI, come accaduto nel 2015, in cui a vincere fu la rappresentativa Under-21 del Sudafrica). Il 23 luglio 2016 il ministro dello sport della Russia Vitalij Mutko ha annunciato la soppressione del torneo.

## Storia
La prima edizione della Coppa dei Campioni della CSI si è disputata nel 1993 e fu boicottata della rappresentante dell'Ucraina, cosa che si ripeté anche nell'edizione del 1994. Le edizioni dal 1995 al 2006 videro la presenza di una nazionale giovanile della Russia (Under 23 nel 1995, Under 18 nel 2002 e 2003, Under 19 nel 2004, 2006 e 2007, Under 21 nelle restanti edizioni), oltre che dell'Azerbaigian Under 23 nel 2003. Nel 2007 la Serbia ne prese il posto, diventando così la rappresentante della diciassettesima nazione a partecipare al torneo, la prima a non aver fatto parte dell'Impero sovietico. A differenza delle altre partecipanti, la rappresentante serba non era la squadra campione, ma veniva scelta della propria Federazione. Infatti sia nel 2007 che nel 2008 vi partecipò l'OFK Belgrado che, appunto, non vinse il proprio campionato.
Nei primi anni il torneo fu molto popolare e i vincitori furono sempre lo Spartak Mosca e la Dinamo Kiev, le squadre più titolate anche ai tempi del campionato sovietico di calcio. Successivamente, le squadre russe ed ucraine cominciarono a mandare le squadre riserve in quanto tutte le partite venivano giocate sull'erba sintetica dello stadio Olimpico di Mosca. Ciò causò un abbassamento del livello tecnico e la conseguente perdita di interesse verso il torneo da parte dei due maggiori partecipanti. Nel 2006 iniziò un nuovo torneo, la Channel One Cup che, catturando l'attenzione delle squadre russe ed ucraine, abbassò ulteriormente l'interesse verso la Coppa dei Campioni della CSI.
Nello stesso anno esplose una grana politica: i campioni d'Armenia dell'FC Pyunik si rifiutarono di giocare con la rappresentante azera, il PFC Neftchi (a causa delle tensioni che da anni investono i due paesi caucasici). L'FC Pyunik batté gli ucraini dello Šachtar 3-1 nei quarti di finale, quando già sapevano che in caso di vittoria avrebbero incontrato il Neftchi. Dopo la partita annunciarono che non avrebbero giocato la loro prossima gara e già in serata lasciarono Mosca in aereo. La Federcalcio russa diede allo Shakhtar Donetsk la vittoria a tavolino per 3-0, ma gli ucraini rinunciarono anch'essi a giocare la semifinale, che ritenevano di non meritare per non essersi qualificati sul campo. Di conseguenza il Neftchi fu promosso di diritto alla finale, dove batté la squadra lituana del FBK Kaunas per 4-2. Nel 2007 si cominciò a parlare di cambiare il formato del torneo, unendolo alla Channel One Cup, in modo da poter riavere l'interesse delle squadre di Russia ed Ucraina. Dal 2012 al 2016 alla competizione hanno partecipato Nazionali giovanili al posto delle squadre di club.

## Finali

### Coppa dei Campioni della CSI
| Stagione        | Vincitore          | Punteggio     | Finalista          | Stadio                            |
| --------------- | ------------------ | ------------- | ------------------ | --------------------------------- |
| 1993 (Dettagli) | Spartak Mosca      | 8 - 0         | Belarus Minsk      | Stadio Olimpico, Mosca            |
| 1994 (Dettagli) | Spartak Mosca      | 7 - 0         | Neftchi Fergana    | Stadio Olimpico, Mosca            |
| 1995 (Dettagli) | Spartak Mosca      | 5 - 1         | Dinamo Tbilisi     | CSKA Universal Sports Hall, Mosca |
| 1996 (Dettagli) | Dinamo Kiev        | 1 - 0         | Alania Vladikavkaz | CSKA Universal Sports Hall, Mosca |
| 1997 (Dettagli) | Dinamo Kiev        | 3 - 2         | Spartak Mosca      | Stadio Olimpico, Mosca            |
| 1998 (Dettagli) | Dinamo Kiev        | 1 - 0         | Spartak Mosca      | Stadio Olimpico, Mosca            |
| 1999 (Dettagli) | Spartak Mosca      | 2 - 1         | Dinamo Kiev        | Stadio Olimpico, Mosca            |
| 2000 (Dettagli) | Spartak Mosca      | 3 - 0         | Zimbru Chișinău    | Stadio Olimpico, Mosca            |
| 2001 (Dettagli) | Spartak Mosca      | 2 - 1 dts     | Skonto             | Stadio Olimpico, Mosca            |
| 2002 (Dettagli) | Dinamo Kiev        | 4 - 3         | Spartak Mosca      | Stadio Olimpico, Mosca            |
| 2003 (Dettagli) | Sheriff Tiraspol   | 2 - 1         | Skonto             | Stadio Olimpico, Mosca            |
| 2004 (Dettagli) | Dinamo Tbilisi     | 3 - 1         | Skonto             | Stadio Olimpico, Mosca            |
| 2005 (Dettagli) | Lokomotiv Mosca    | 2 - 1         | Neftchi Baku       | Stadio Dinamo, Mosca              |
| 2006 (Dettagli) | Neftchi Baku       | 4 - 2         | FBK Kaunas         | Stadio Olimpico, Mosca            |
| 2007 (Dettagli) | Pakhtakor Tashkent | 0 - 0 9-8 dcr | Ventspils          | Stadio Olimpico, Mosca            |
| 2008 (Dettagli) | Khazar Lenkoran    | 4 - 3         | Pakhtakor Tashkent | SCC Peterburgsky, San Pietroburgo |
| 2009 (Dettagli) | Sheriff Tiraspol   | 0 - 0 5-4 dcr | Aktobe             | Stadio Olimpico, Mosca            |
| 2010 (Dettagli) | Rubin Kazan        | 5 - 2         | Aktobe             | Stadio Olimpico, Mosca            |
| 2011 (Dettagli) | Inter Baku         | 0 - 0 6-5 dcr | Šachcër Salihorsk  | SCC Peterburgsky, San Pietroburgo |

### Coppa della CSI
| Stagione        | Vincitore      | Punteggio | Finalista        | Stadio                            |
| --------------- | -------------- | --------- | ---------------- | --------------------------------- |
| 2012 (Dettagli) | Russia U-21    | 2 - 0     | Bielorussia U-21 | SCC Peterburgsky, San Pietroburgo |
| 2013 (Dettagli) | Russia U-21    | 4 - 2     | Ucraina U-21     | SCC Peterburgsky, San Pietroburgo |
| 2014 (Dettagli) | Ucraina U-21   | 4 - 0     | Russia U-21      | SCC Peterburgsky, San Pietroburgo |
| 2015 (Dettagli) | Sudafrica U-21 | 2 - 1     | Finlandia U-21   | SCC Peterburgsky, San Pietroburgo |
| 2016 (Dettagli) | Russia U-22    | 4 - 2     | Moldavia U-22    | SCC Peterburgsky, San Pietroburgo |

## Piazzamenti per club
| Squadra            | Titoli                                 | Finali               |
| ------------------ | -------------------------------------- | -------------------- |
| Spartak Mosca      | 6 (1993, 1994, 1995, 1999, 2000, 2001) | 3 (1997, 1998, 2002) |
| Dinamo Kiev        | 4 (1996, 1997, 1998, 2002)             | 1 (1999)             |
| Sheriff Tiraspol   | 2 (2003, 2009)                         |                      |
| Dinamo Tbilisi     | 1 (2004)                               | 1 (1995)             |
| Neftchi Baku       | 1 (2006)                               | 1 (2005)             |
| Pakhtakor Tashkent | 1 (2007)                               | 1 (2008)             |
| Lokomotiv Mosca    | 1 (2005)                               |                      |
| Khazar Lenkoran    | 1 (2008)                               |                      |
| Rubin Kazan        | 1 (2010)                               |                      |
| Inter Baku         | 1 (2011)                               |                      |
| Skonto Riga        |                                        | 3 (2001, 2003, 2004) |
| Aktobe             |                                        | 2 (2009, 2010)       |
| FBK Kaunas         |                                        | 1 (2006)             |
| Dinamo Minsk       |                                        | 1 (1993)             |
| Neftchi Fergana    |                                        | 1 (1994)             |
| Alania Vladikavkaz |                                        | 1 (1996)             |
| Zimbru Chișinău    |                                        | 1 (2000)             |
| Ventspils          |                                        | 1 (2007)             |
| Šachcër Salihorsk  |                                        | 1 (2011)             |

### Altre squadre che hanno raggiunto le semifinali
- Köpetdag Aşgabat - 1994, 1997, 1998, 2001
- HTTU Aşgabat - 2010
- BATĖ Borisov - 2000, 2008
- CSKA Mosca - 2006, 2007
- Ekranas Panevezys - 1993, 2010
- Šachtar - 1995
- Slavia Mozyr - 2001

## Club vincitori e finalisti per nazione fino al 2011
| Nazioni     | Vittorie | Finali perse |
| ----------- | -------- | ------------ |
| Russia      | 8        | 4            |
| Ucraina     | 4        | 1            |
| Azerbaigian | 3        | 1            |
| Moldavia    | 2        | 1            |
| Uzbekistan  | 1        | 2            |
| Georgia     | 1        | 1            |
| Lettonia    | -        | 4            |
| Kazakistan  | -        | 2            |
| Bielorussia | -        | 2            |
| Lituania    | -        | 1            |

## Cannonieri fino al 2011
| Pos. | Giocatore                                                  | Reti |
| ---- | ---------------------------------------------------------- | ---- |
| 1    | Vladimir Besčastnych (Spartak Mosca)                       | 20   |
| 2    | Yegor Titov (Spartak Mosca)                                | 18   |
| 3    | Valeri Kechinov (Pakhtakor Tashkent e Spartak Mosca)       | 17   |
| *    | Mihails Miholaps (Skonto)                                  | 17   |
| 5    | Mikhail Kavelashvili (Dinamo Tbilisi e Alania Vladikavkaz) | 14   |
| *    | Luis Robson (Spartak Mosca)                                | 14   |
| 7    | Andrey Tikhonov (Spartak Mosca)                            | 13   |
| 8    | Valentin Belkevich (Dinamo Minsk e Dinamo Kiev)            | 12   |
| *    | Andrij Ševčenko (Dinamo Kiev)                              | 12   |
| 10   | Gela Inalishvili (Dinamo Tbilisi)                          | 11   |
| *    | Anatoli Kanishchev (Alania Vladikavkaz e Spartak Mosca)    | 11   |
| *    | Vīts Rimkus (Ventspils e Ekranas Panevezys)                | 11   |
| *    | Mihails Zemļinskis (Skonto)                                | 11   |

## Capocannoniere di ogni edizione
| Anno | Giocatore | Reti |
| ---- | --- | ---- |
| 1993 | Shota Arveladze (Dinamo Tbilisi) | 5    |
| 1994 | Vladimir Besčastnych (Spartak Mosca) | 10   |
| 1995 | Ilia Tsymbalar (Spartak Mosca) | 6    |
| 1996 | Vladimir Makovsky (Dinamo Minsk) | 5    |
| 1997 | Andrij Ševčenko (Dinamo Kiev) Andrey Tikhonov (Spartak Mosca)                                                                                            | 6    |
| 1998 | Anatoli Kanischev (Spartak Mosca) | 8    |
| 1999 | Mihails Miholaps (Skonto) | 7    |
| 2000 | Vladimirs Koļesņičenko (Skonto) Luis Robson (Spartak Mosca) Yegor Titov (Spartak Mosca)                                                                  | 5    |
| 2001 | Mikheil Ashvetia (Torpedo Kutaisi) Jafar Irismetov (Spartak Mosca) Marcão (Spartak Mosca) Valery Strypeykis (Slavia Mozyr) Raman Vasilyuk (Slavia Mozyr) | 4    |
| 2002 | Vladimir Besčastnych (Spartak Mosca) | 7    |
| 2003 | Cristian Tudor (Sheriff Tiraspol) | 9    |
| 2004 | Vit'ali Daraselia (Dinamo Tbilisi) | 6    |
| 2005 | Georgi Adamia (Neftchi Baku) | 6    |
| 2006 | Yevhen Seleznyov (Šachtar) | 5    |
| 2007 | Server Djeperov (Pakhtakor Tashkent) Vitali Rodionov (BATĖ Borisov)                                                                                      | 4    |
| 2008 | Uladzimir Yurchanka (Zenit San Pietroburgo) | 4    |
| 2009 | Alexandr Erokhin (Sheriff Tiraspol) Ibrahim Rabimov (Regar-TadAZ Tursunzoda) Vīts Rimkus (Ventspils)                                                     | 4    |
| 2010 | Emil Kenzhesariev (Aktobe) | 6    |
| 2011 | Ģirts Karlsons (Inter Baku) | 6    |
| 2012 | Sardar Azmoun (Iran U-19) | 7    |
| 2013 | Andrej Panjukov (Russia U-21) | 6    |
| 2014 | Ruslan Balov (Russia U-21) Roman Mýrtazaev (Kazakistan U-21)                                                                                             | 5    |
| 2015 | Alexey Yavseyev (Russia U-21) | 5    |
| 2016 | Mikhail Zabkin (Russia U-22) | 3    |